# 오야치역 (홋카이도)
오야치역(일본어: 大谷地駅)은 일본 홋카이도 삿포로시 아쓰베쓰구에 위치한 삿포로 시영 지하철의 역이다.

## 역 구조
지하 1층이 개찰구와 매표소가 있고 지하 2층에 상대식 2면 2선의 상대식 승강장이 있다. 난고도리의 아래에 있고, 출입구는 그 거리에만 5곳이 있다. 3번 출입구는 삿포로 시 교통국 본국의 지하로 연결된다. 엘리베이터는 2번 출입구에 있지만 5번 출입구의 민간 빌딩에도 엘리베이터가 있다. 또한, 장애인용 화장실은 미야노사와행 승강장의 계단 밑에 있다.

### 타는 곳
| 1 | 도자이 선 | 신삿포로 방면                     |
| 2 | 도자이 선 | 시로이시・오도리・미야노사와 방면 |

## 이용 현황
삿포로 시 교통국의 조사에 따르면 2014년도 1일 평균 승차 인원은 13,351명이다.
최근 1일 평균 승차 인원의 추이는 다음과 같다.
| 연도 | 1일 평균 승차 인원 |
| ---- | ------------------ |
| 2008 | 12,815             |
| 2009 | 12,538             |
| 2010 | 12,657             |
| 2011 | 12,646             |
| 2012 | 12,906             |
| 2013 | 13,222             |
| 2014 | 13,351             |

## 역 주변
역은 난고도리와 오야치에키마에도리 사거리의 직하부에 위치한다. 주변에는 삿포로 신작로, 국도 제12호선이 지나가고 도오 자동차도 삿포로미나미 IC와 근접하는 교통의 요충지이다.
- 오야치 버스 터미널
- CAPO오야치
- 오야치히가시 우체국
- 호쿠요 은행 오야치 지점
- 홋카이도 은행 오야치 지점
- 삿포로 시 교통국 본국 청사
- 호쿠세이 가쿠엔 대학
- 삿포로 도쿠슈카이 병원
- 시로이시 사이클링 로드
- 액세스 삿포로
- 삿포로 아쓰베쓰 공원 경기장

## 역사
- 1982년 3월 21일: 영업 개시.
- 2008년 10월 8일: 스크린도어 사용 개시.

## 사진

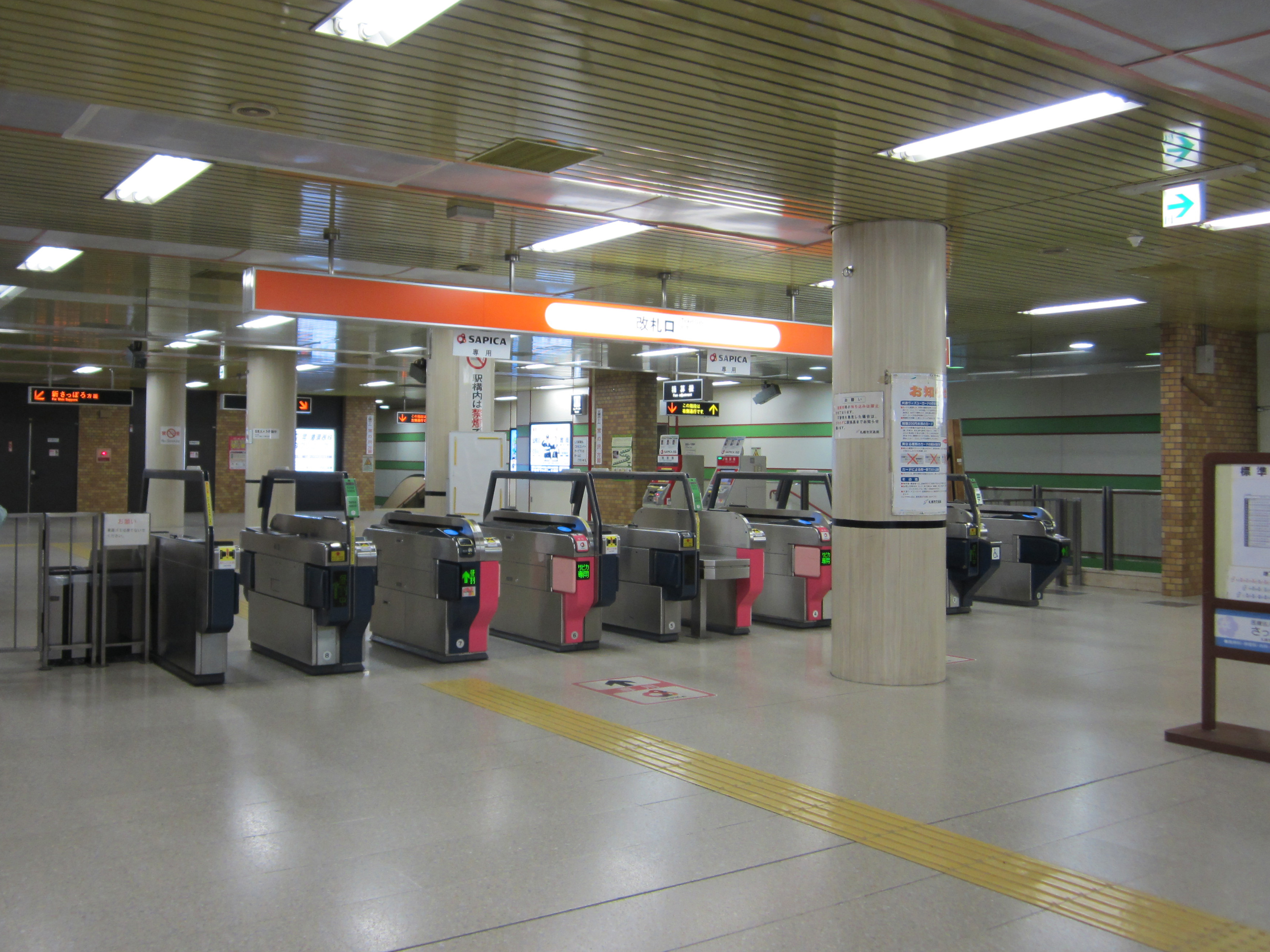
개찰구
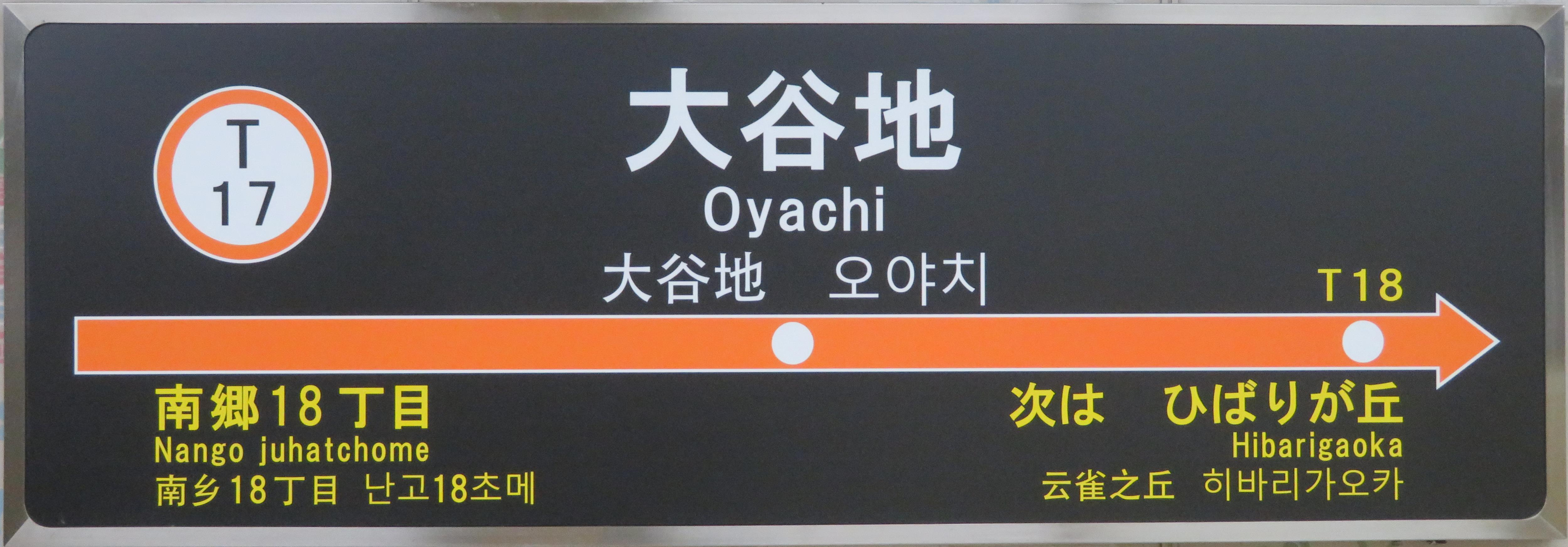
역명판

## 인접역
| 삿포로 시 교통국 지하철 도자이 선 | 삿포로 시 교통국 지하철 도자이 선 | 삿포로 시 교통국 지하철 도자이 선 |
| --------------------------------- | --------------------------------- | --------------------------------- |
| T16 난고 18초메 미야노사와 방면   | ● 도자이 선                       | T18 히바리가오카 신삿포로 방면    |